# Alpe del Viceré

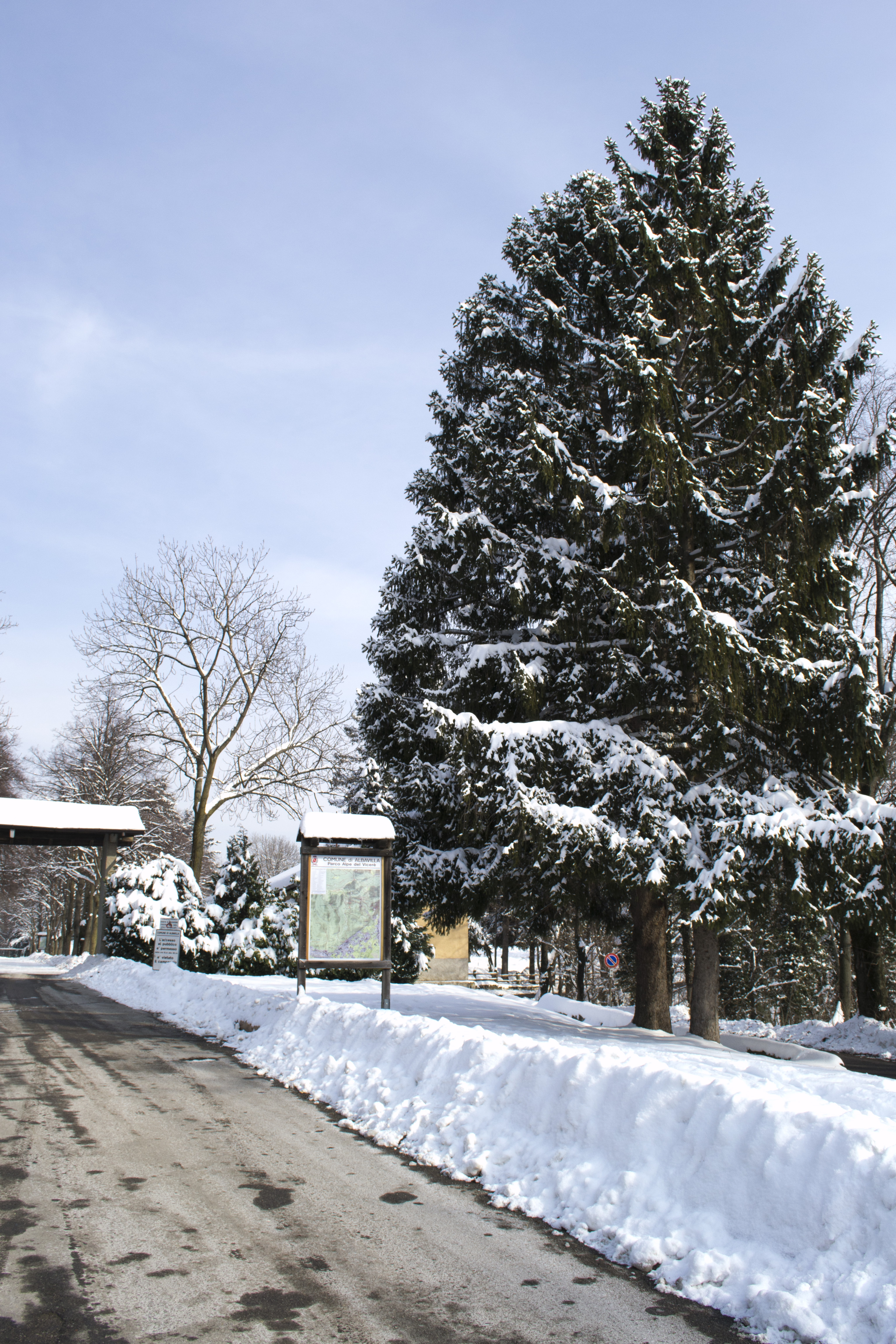
L'Alpe del Viceré in inverno.

L'Alpe del Viceré è un altopiano sul monte Bolettone situato nel comune di Albavilla (Como), all'altitudine di 903 m s.l.m..

## Storia
L'accenno più antico all'Alpe del Viceré rintracciato da Luigi M. Gaffuri negli archivi di Albavilla.
Inizialmente noto come Alpe di Villa, veniva utilizzato dalla comunità con appositi regolamenti per il pascolo, la fienagione e la produzione di legna.
L'altopiano era chiamato anche Prato degli Angioli.
Il fabbricato fatto costruire da Eugenio di Beauharnais viene trasformato agli inizi del Novecento nell'Albergo La Salute.

1935: Villaggio Alpino per i Figli degli Italiani all'Estero
1937: Villaggio Alpino per i Figli degli Italiani all'Estero

Le casermette (in totale 18), sono piccoli edifici distribuiti a piccoli gruppi, composti da tre ali di fabbrica che racchiudevano un cortiletto piastrellato con mattonelle di colore rosso; sono tutte uguali, hanno un piano rialzato con una breve scaletta di accesso.  Edificio principale del villaggio era la "casa madre", con i servizi comuni, quali la mensa, la cucina, le dispense ed i servizi igienici. 

la Chiesetta

### Foto di com'era un tempo

Villaggio alpino
vista dal Broncino dell'area
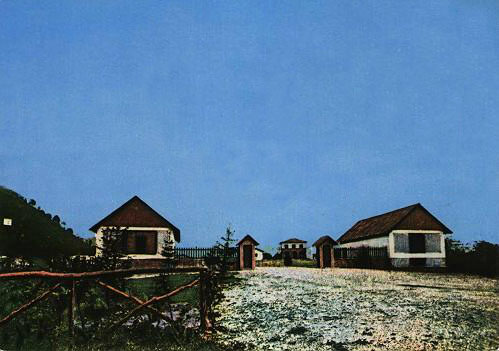
ingresso con le garitte per le sentinelle
vista verso la chiesetta

## L'Alpe del Viceré oggi

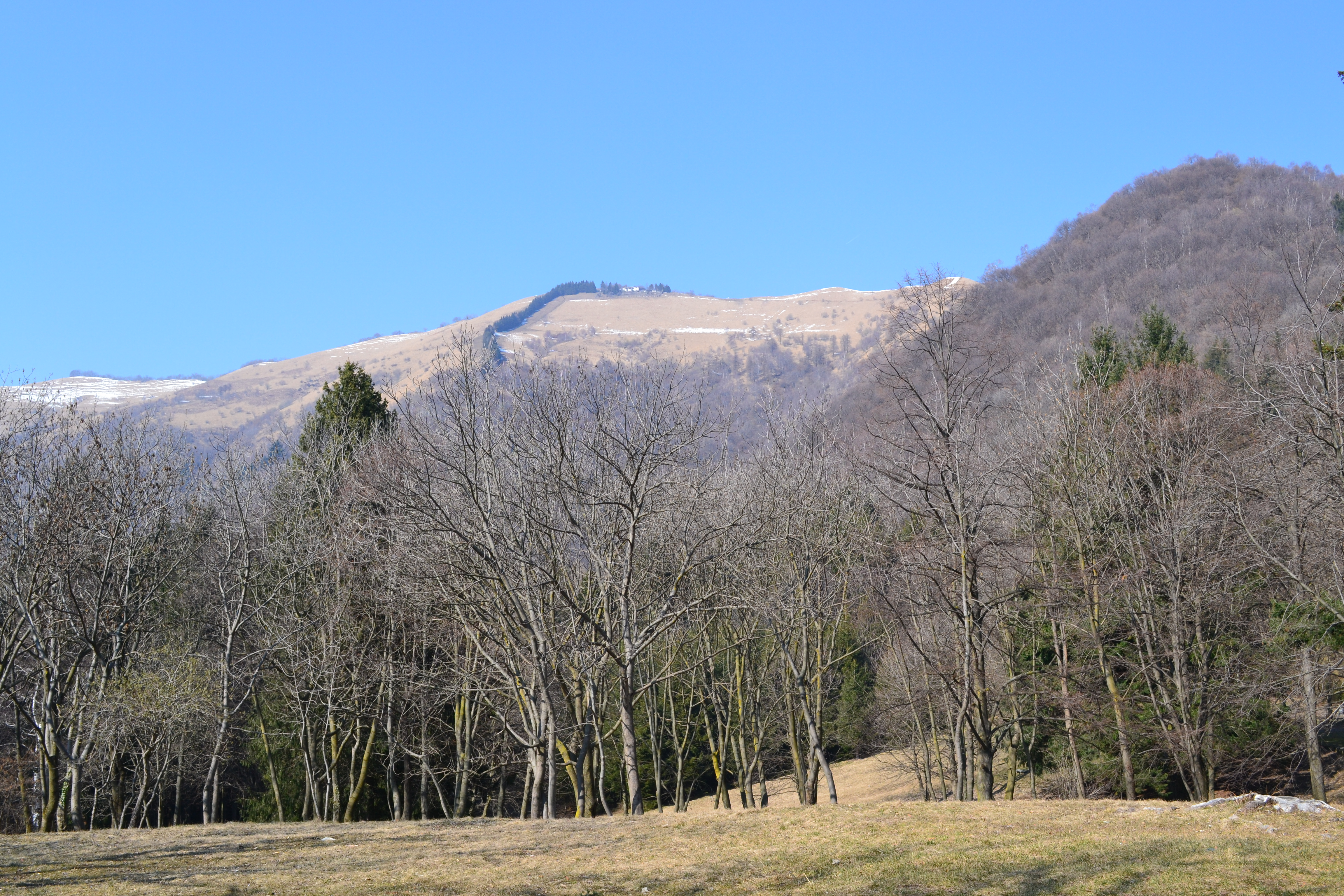
vista del Monte Bollettone dall'Alpe del Viceré

Nella zona del "villaggio alpino" occupata un tempo dalla chiesetta ora è presente la struttura che nei mesi estivi viene utilizzata come campo estivo. Dal 2018 è presente anche un parco avventura, Jungle Raider Park Albavilla.

## Escursioni
Lasciata la vettura nell'ampio parcheggio all'ingresso dell'Alpe del Viceré, è possibile intraprendere numerose escursioni di difficoltà facile e media. Salendo a sinistra subito dopo il parcheggio si arriva sulla cima del monte Bollettone, da cui si può proseguire verso il Pizzo dell'Asino oppure il monte Palanzone. In alternativa, lasciato il parcheggio si prosegue sulla strada fino ad arrivare al rifugio Cacciatori. Da lì la strada prosegue con pendenza lieve portando al Rifugio Capanna Mara e al monte Puscio.

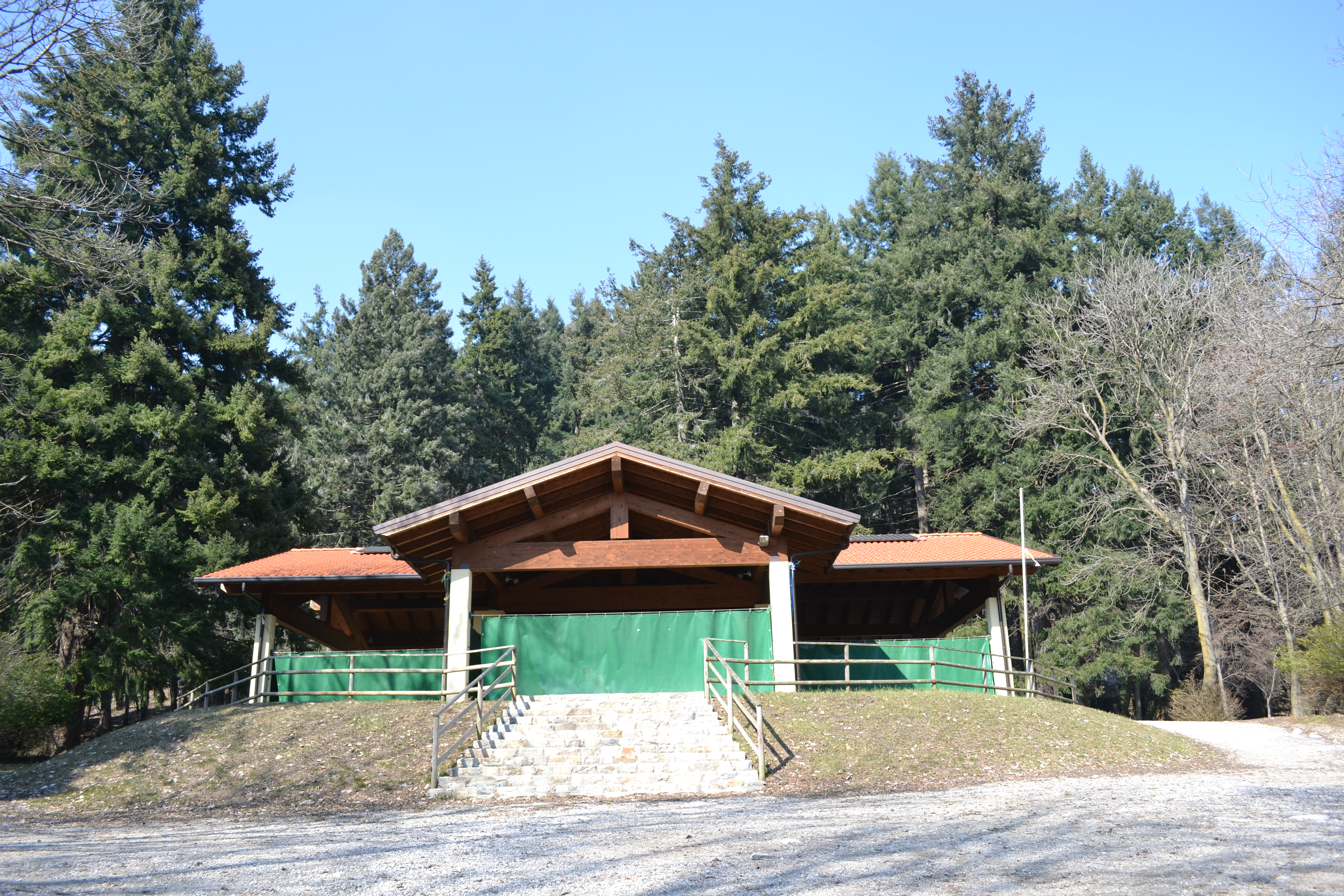
struttura del campo estivo all'Alpe del Viceré

### Foto di come è oggi

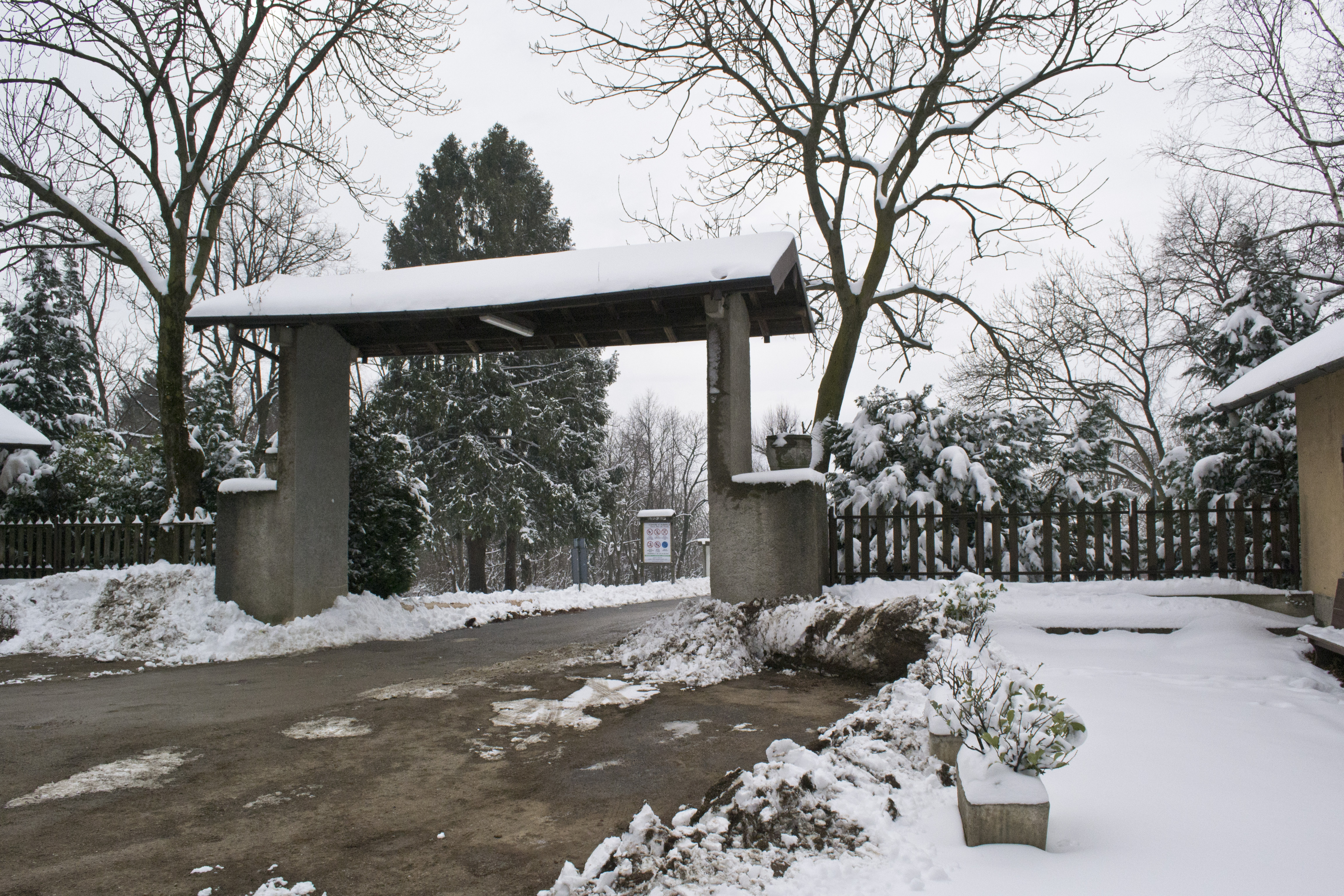
Alpe del Viceré - ingresso parcheggio
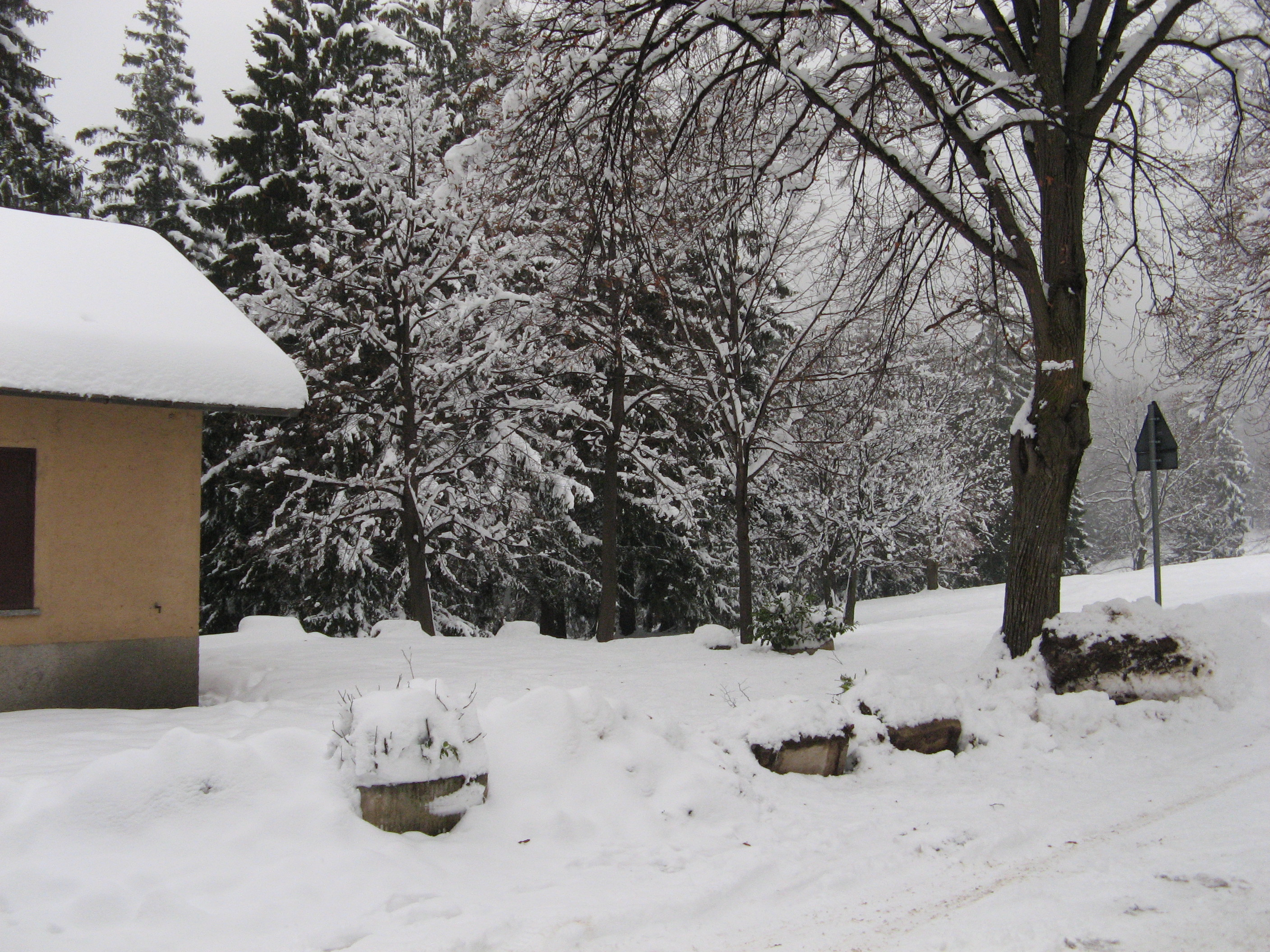
Alpe del Viceré - invernale
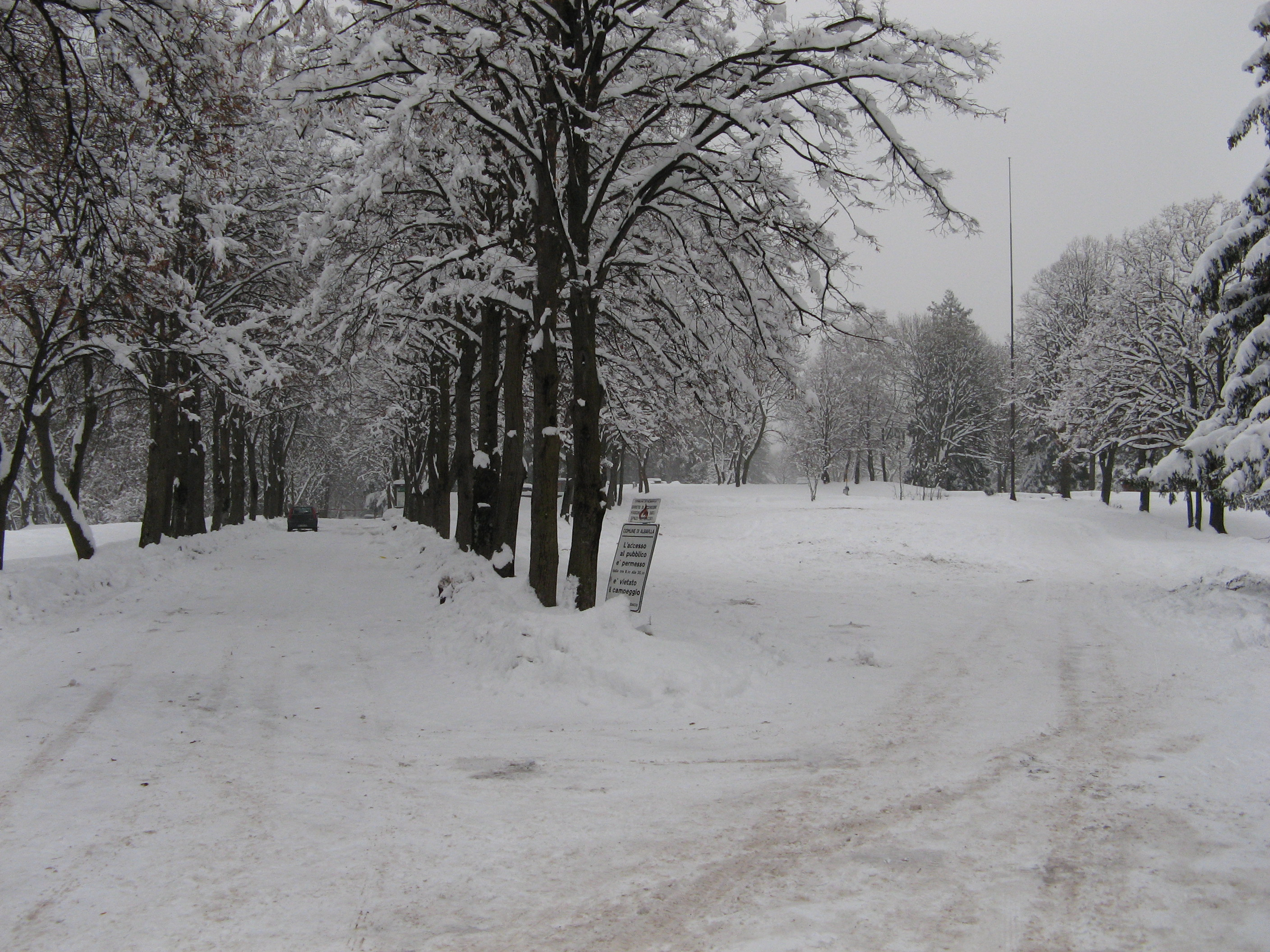
Alpe del Viceré - parcheggio
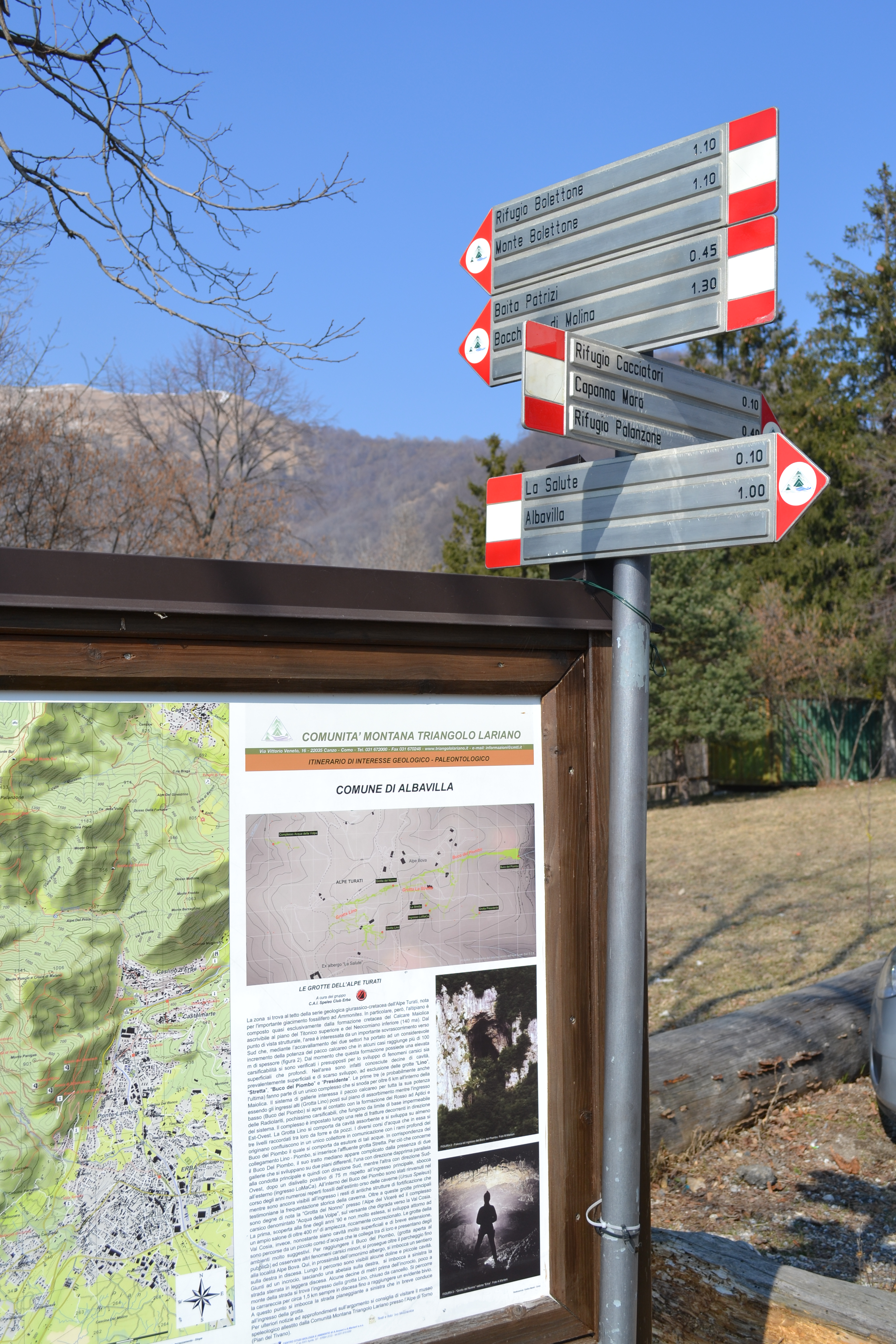
segnavia sentieri
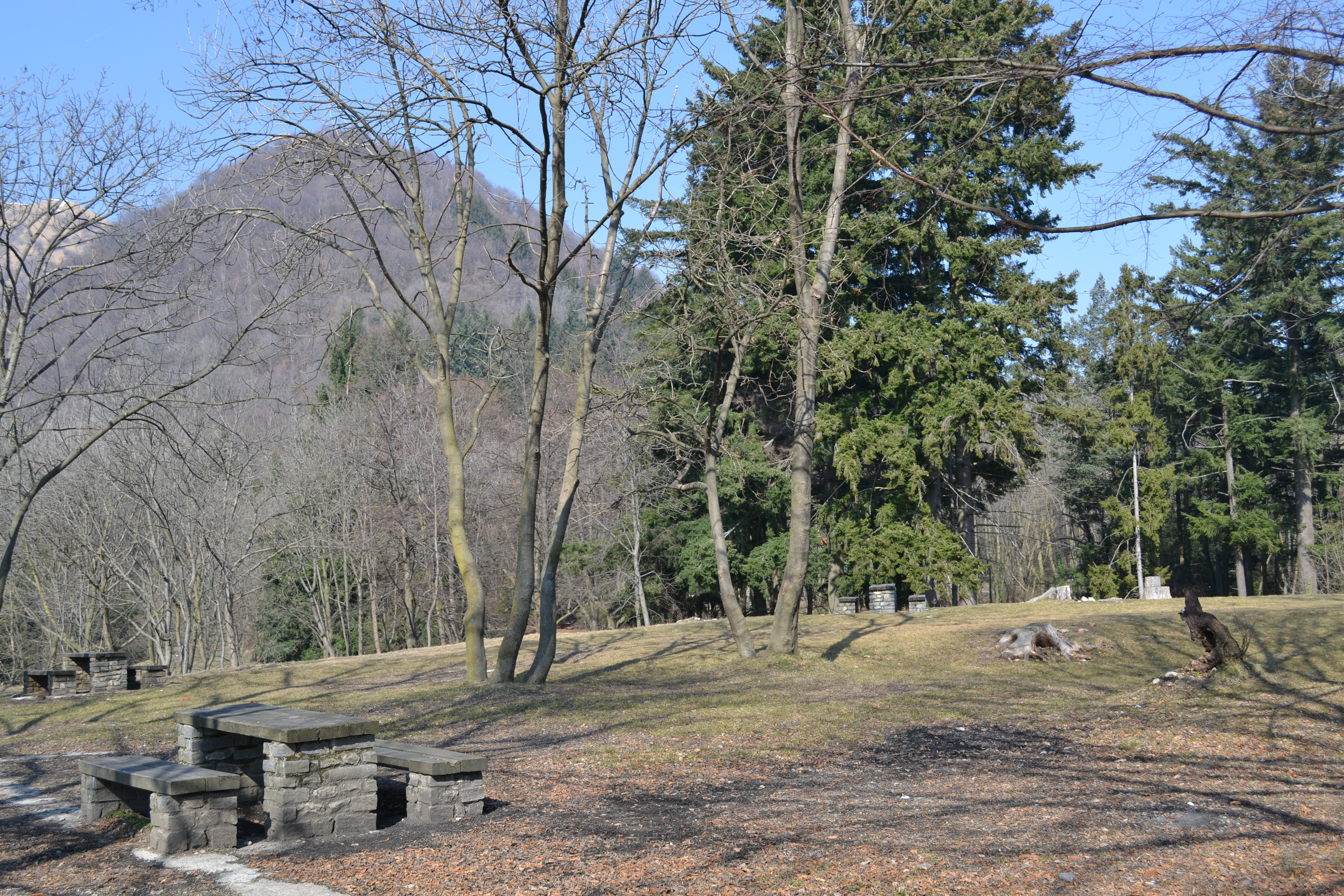
area picnic
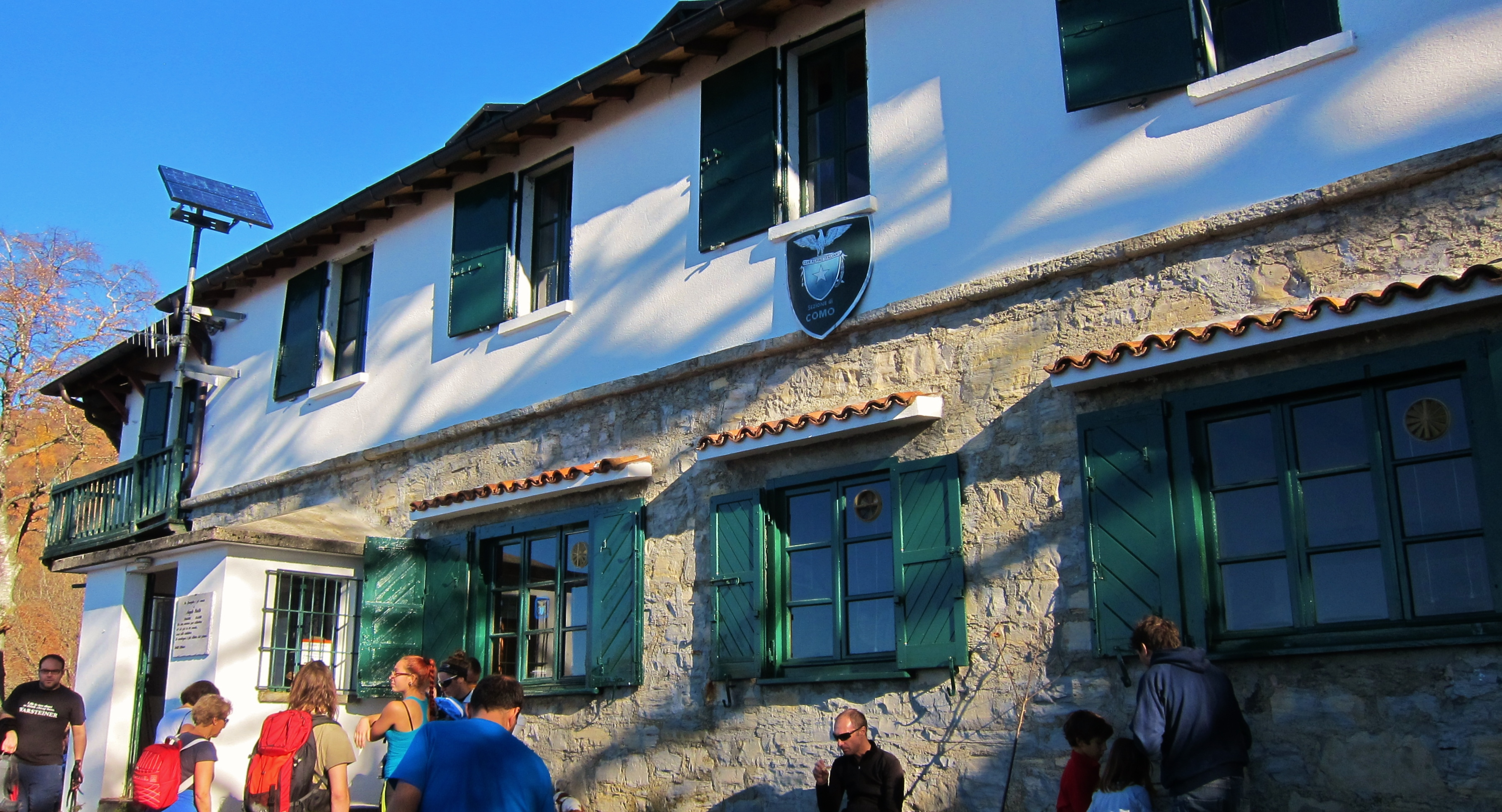
Il Rifugio Riella